# Young and Dangerous
Filmserien The Young and Dangerous är en kollektion filmer från Hongkong om ett gäng kriminella knutna till Triad, och om deras äventyr och faror i Hongkongs undre värld. Serien har i hög grad påverkat den allmänna bilden av det kriminella nätverket Triad, och har kritiserats för att glorifiera den kriminella världen. Men som filmserie var Young and Dangerous mycket populär. 

## Serien
- Young and Dangerous(1995)
- Young and Dangerous 2 (1996)
- Young and Dangerous 3  (1996)
- Once Upon a Time in Triad Society (1996)
- Young and Dangerous 4 (1997)
- Young and Dangerous 5 (1998)
- Portland Street Blues (1998)
- Young and Dangerous: The Prequel (1998)
- The Legendary 'Tai Fei' (1999)
- Those Were The Days... (2000)
- Born to Be King (2000)

## Skådespelare
- Ekin Cheng Yee-Kin som Chan Ho Nam
- Jordan Chan Siu-Chun som Chicken / Little Chicken (In Those Were The Days)
- Gigi Lai Chi as Smartie / Tuan Mu Ruo Yu (In Born To Be King)
- Francis Ng Chun-Yu som Ugly Kwan
- Frankie Ng Chi Hung som Uncle Bee
- Simon Yam Tat-Wah som Chiang Tin Sang
- Michael Tse Tin-Wah som Dai Tin Yee / Michael (born to Be King)
- Jason Chu Wing-Tong som Chow Pan (Part 1) / Banana Skin (2-5) / Jason (Born to Be King)
- Jerry Lamb Hiu-Fung som Pou Pan
- Suki Chan Sau-Yue som Ho Yan
- Joe Cheng Cho som Boss Ba Bai
- Teresa Ha Ping som Kwan's mother
- Spencer Lam Seung-Yi som Priest / Lethal Weapon
- Priest / Lethal Weapon som Boss Keith
- Shing Fui-On som Boss Saur
- Johnny Wang Lung-Wei som Boss Wai
- Anthony Wong som Tai Fei